# Lilla Sandjärv
Lilla Sandjärv är en sjö i kommunen Kristinestad i landskapet Österbotten i Finland. Sjön ligger 43,9 meter över havet. Arean är 56 hektar och strandlinjen är 6,98 kilometer lång. Sjön  ingår i Bottenhavets kustområde.  Den avvattnas av Härkmeriån. Den ligger omkring 110 kilometer söder om Vasa och omkring 280 kilometer nordväst om Helsingfors. 